# Asesinato de Pamela Werner
En la mañana del 8 de enero de 1937, el cuerpo severamente mutilado de Pamela Werner (se cree que nacida el 7 de febrero de 1917) fue encontrado cerca de la Torre del Zorro en Pekín, justo fuera del barrio de las Delegaciones de la ciudad. Hija única y adoptada del sinólogo y diplomático retirado británico E. T. C. Werner, había sido vista por última vez abandonando una pista de patinaje sobre hielo la noche anterior. El caso permanece sin resolver.
Aunque los oficiales británicos y chinos cooperaron en la investigación, esta se vio dificultada por la resistencia oficial y el caos general de la ciudad: Pekín por entonces estaba abarrotada de refugiados de guerra, había disturbios en otras partes de China y Europa, y las tropas japonesas estaban a punto de ocupar la ciudad. Se centraron en algunos miembros de la comunidad de expatriados, pero el caso fue oficialmente cerrado con el hallazgo de que la mutilación sugería un asesino chino, antes de que pudieran estar seguros de cualquier sospechoso; la ocupación japonesa impidió luego cualquier esfuerzo por reabrirlo. Algunos de los registros diplomáticos británicos pertenecientes al caso fueron borrados más tarde; Werner, cuya accidentada carrera en el servicio diplomático en China había alejado a muchos de sus antiguos colegas que supervisaron la investigación, más tarde utilizó sus propios recursos para identificar al dentista estadounidense Wentworth Prentice como el probable asesino.
Un tema de considerable atención mediática en su momento, el caso pasó a la oscuridad con el estallido de la segunda guerra sino-japonesa, la cual pronto creció y dio paso a la Segunda Guerra Mundial, y a la victoria comunista en la guerra civil china que condujo al establecimiento de la República Popular China poco tiempo después. El interés en el caso fue revivido con la publicación en 2011 del best seller de Paul French Midnight in Peking, que respaldaba las conclusiones de Werner y ganó varios premios literarios. Sin embargo, una página web creada por algunos descendientes de Prentice argumentaron que la evidencia documental de la época contradice esa conclusión y arroja dudas sobre muchas de las afirmaciones de French.

## De fondo
Pamela Werner era una joven ciudadana británica con antecedentes inusuales. En el momento de su muerte vivía en una ciudad cada vez más tensa y abarrotada.

### Pekín en los años 1930
A principios de 1937, Pekín y sus 1,5 millones de habitantes, tanto chinos como extranjeros, vivían el final de una era. Mientras la ciudad era la tercera más rica y grande de China, ya no era la capital de la República. A pesar del éxito de la Expedición del Norte, el dirigente del Kuomintang, Chiang Kai-shek había retrocedido a Nankín. Originalmente su objetivo era consolidar su poder político y posición militar contra Mao Zedong y su Ejército Popular de Liberación, el cual buscaba establecer un estado comunista; pero después del Incidente de Xi'an en diciembre de 1936, donde Zhang Xueliang lo había mantenido como rehén durante dos semanas, había aceptado la demanda de Zhang de que buscara una alianza con los comunistas para defender mejor a China contra los japoneses.
Chiang había dejado al general Song Zheyuan al cargo de Pekín, para que hiciera lo que pudiera para mantener a raya a los señores de la guerra del norte que aun quedaban y, cada vez más, a los japoneses, que habiendo ocupado exitosamente Manchuria durante los seis años anteriores ahora estaban acampados a solo unas millas del antiguo palacio imperial chino, la Ciudad Prohibida, y controlaban casi todas las rutas de entrada y salida de la ciudad.
Planeando utilizar Pekín como base para su conquista eventual de China, los japoneses trabajaban en socavar la resistencia de la ciudad. Fomentaron encubiertamente el tráfico de opio y escenificaban provocaciones militares regularmente. Los residentes chinos de la ciudad creían que Chiang estaba dispuesto a cederla a los japoneses si pudiera estar seguro de retener toda China al sur del Yangtsé. "Se acercaba el final" escribió Paul French en 2011, "era solo una cuestión de cuándo". Muchos residentes asumieron que ese sería su fin a manos japonesas, ya fuera por inanición cuando asediaran la ciudad, o en las masacres de supervivientes después.
La población de la ciudad había aumentado debido a los refugiados llegados en masa a ella. Muchos eran chinos, huyendo de las guerras y disturbios en otras zonas del país. Pero una buena proporción había venido de Europa, principalmente rusos blancos, que quedaron apátridas tras la victoria comunista en la guerra civil rusa y posterior establecimiento de la Unión Soviética. Otros eran judíos, dejando atrás el empeoramiento de las condiciones en la Alemania nazi y en otros lugares de Europa, a los que se añadieron quienes también se sentían en riesgo por el auge creciente del fascismo. A ellos se unieron desertores militares que eludían la captura, fugitivos de la justicia en sus países de origen, y viajeros que se habían quedado atrapados en China o habían decidido quedarse. La mayoría de los refugiados europeos había llegado a China sin un centavo, y trabajaban en trabajos de baja categoría, o a veces se dedicaban a actividades delictivas para sobrevivir. Los diplomáticos y empresarios extranjeros de la ciudad los consideraban una amenaza a la hegemonía europea en la ciudad y esperaban que finalmente encontraran el camino a Shanghái.
A veces se les unían en esta valoración los expatriados, muchos de ellos hombres de negocios que trataban con los chinos, o aquellos que se habían mudado a China en busca de mejores perspectivas económicas al servicio de la comunidad de expatriados. El tipo de cambio dispar entre las monedas occidentales fuertes como la libra esterlina y el dólar estadounidense y el dólar de plata chino, así como los costes más bajos de vida en China, hicieron posible que los expatriados vivieran mejor que en sus países de origen por la misma cantidad de dinero. El periodista estadounidense Edgar Snow, autor de Red Star Over China, el primer relato occidental sobre Mao y su ejército comunista, y su esposa Helen pudieron poseer un caballo de carreras con sus ingresos como reporteros, por ejemplo.

### Los Werner
Edward Theodore Chalmers Werner (1864-1954) era un ciudadano británico nacido en Nueva Zelanda, de madre inglesa y cuyo padre un rico prusiano llevó a la familia a viajar por todo el mundo en su infancia y juventud. Había regresado a Inglaterra para asistir a la Tonbridge School. Debido a la muerte de su padre en su adolescencia, Werner tuvo que buscar una ocupación al terminar el instituto, y después de aprobar el examen de cadete del Ministerio de asuntos exteriores, fue enviado a Pekín para aprender chino.
Werner se adaptó fácilmente a la lengua y la cultura del país, que estudió ávidamente mientras servía en el Servicio Diplomático en una variedad de puestos en las décadas siguientes, incluyendo el de cónsul. Sin embargo, su interés en el país donde servía se combinó con pobres habilidades personales y muchos de sus puestos fueron en ubicaciones remotas, pensados como castigos por desacuerdos volátiles con superiores y a veces con aquellos a los que los agentes consulares servían. No obstante se casó con una mujer socialmente prominente, Gladys Ravenshaw (1886-1922), y la pareja permaneció en Pekín después de su jubilación en 1914, donde él continuó sus estudios especializados en la mitología, superstición y brujería chinos.
En 1919 los Werner, que no habían podido tener hijos, adoptaron a una niña de dos años, que llamaron Pamela, del orfanato regentado por monjas portuguesas en la Catedral de la Inmaculada Concepción o Iglesia del Sur, en Pekín. No se conocían los padres biológicos de Pamela, pero su tez clara y ojos grises sugerían que, como muchos de los otros huérfanos en la Iglesia del Sur, era hija de rusos blancos exiliados. Después de que Gladys falleciera de lo que fue informado como una sobredosis de fármacos mientras estaba siendo tratada por meningitis en 1922, Werner dedicó su vida a Pamela, enseñándole chino al punto que lo hablaba con fluidez desde edad muy temprana; más tarde imitaría a su padre viajando por la ciudad en su bicicleta, a menudo sin acompañar. Fuera de casa, escribió libros y artículos sobre China, investigó la lengua y sus muchos dialectos en largos paseos por la ciudad, y ocasionalmente dio conferencias en la Universidad de Pekín.
Los Werner vivían, como un número creciente de extranjeros, alrededor del barrio de las Delegaciones de la ciudad, un área estrecha de aproximadamente un kilómetro cuadrado que era la única parte extraterritorial de la ciudad, en contraste con los barrios concertados más populosos de los puertos de Shanghái y Tianjin. Entre sus vecinos en el hutong (barrio) donde vivían en un siheyuan (casa con patio tradicional) modernizado que contaba con luz eléctrica, gas y agua corriente, estaban los Snow. Werner envió a Pamela a las escuelas privadas que atendían a los extranjeros más ricos de la ciudad.
A finales de 1936, estaba de vacaciones de la Grammar School de Tianjin. A raíz de ciertos incidentes allí que posiblemente implicaron al director de la escuela Sydney Yeates, haciendo proposiciones deshonestas a la joven, Werner estaba preparando todo para enviarla a Inglaterra para continuar su educación, una medida que a Pamela no gustaba. Temía que su hija en crecimiento mantuviera una vida social demasiado activa para una mujer de su edad y estaba también preocupado por algunos pretendientes que había alejado por no ser de su agrado. Incluso había pegado a uno de ellos, un hombre chino joven, con su bastón delante de la casa durante una discusión.

## Desaparición y muerte
En el último día de su vida, Pamela fue a una cita con el dentista por la mañana y regresó a casa para escribir unas cartas. Dejó la casa familiar a media tarde. Ho Ying, un criado que normalmente salía alrededor de las 3 p. m. diariamente a comprar comida, le informó de su partida y le preguntó si, como era a menudo el caso, quería que le comprara algunos dulces. Declinó, diciendo que ella misma se iba a ir en una hora, aunque le informó que regresaría a las 7:30 para la cena, pidiendo a Ho que preparara albóndigas y arroz. Cuando el sirviente regresó ya se había ido; el portero de la familia la había visto salir con su bicicleta.
Pamela había quedado con Ethel Gurevitch, una amiga más joven, hija de rusos emigrados, que había conocido cinco años antes, en el hotel Wagons-Lits, cuyo vestíbulo era un lugar popular de reunión de la comunidad extranjera de la ciudad, como habían acordado el día antes; Pamela le dijo a Gurevitch que había estado allí antes y la dejó brevemente antes de regresar con ella. Después fueron a casa de los Gurevitch donde la madre de Ethel les sirvió té, pan con mantequilla y pastel; Pamela comió muy poco, diciendo que no tenía hambre.
Las jóvenes luego salieron a una pista de patinaje sobre hielo operada por una compañía francesa, llegando alrededor de las 6 p. m., donde patinaron con una tercera amiga, Lillian Marinovski, otra rusa. Las tres permanecieron juntas la mayor parte del tiempo excepto un breve periodo en que Pamela fue a hablar con otra chica. Alrededor de las 7:30 p. m. Gurevitch recordó que Pamela tenía que regresar a casa para cenar. Le preguntaron si se sentía cómoda regresando a casa sola por la noche; les dijo que siempre iba sola y que "aquí en Pekín no me puede pasar nada". Marinovski la vio partir en su bicicleta, con sus patines al hombro. Fue la última vez que se sepa que alguien vio a Pamela Werner viva.
A las 8 p. m. Pamela todavía no había regresado a casa; aunque su padre sí. Alrededor de las 10:30 ordenó a Ho ir a la pista de patinaje a ver si todavía estaba allí; la pista ya estaba cerrada y los trabajadores que estaban limpiando no le pudieron decir nada específicamente sobre Pamela porque, le dijeron, había habido alrededor de 200 personas patinando en la pista hasta el anochecer. Ho regresó a casa de los Werner, donde su señor le dijo que podía irse a la suya. Según testificó luego, salió con una linterna a buscar a su hija, entonces todavía amplios sectores de la ciudad no contaban con alumbrado público, regresando sobre la 1 a. m. y acostándose; más tarde reclamó que se pasó la noche buscándola.

### Descubrimiento del cuerpo

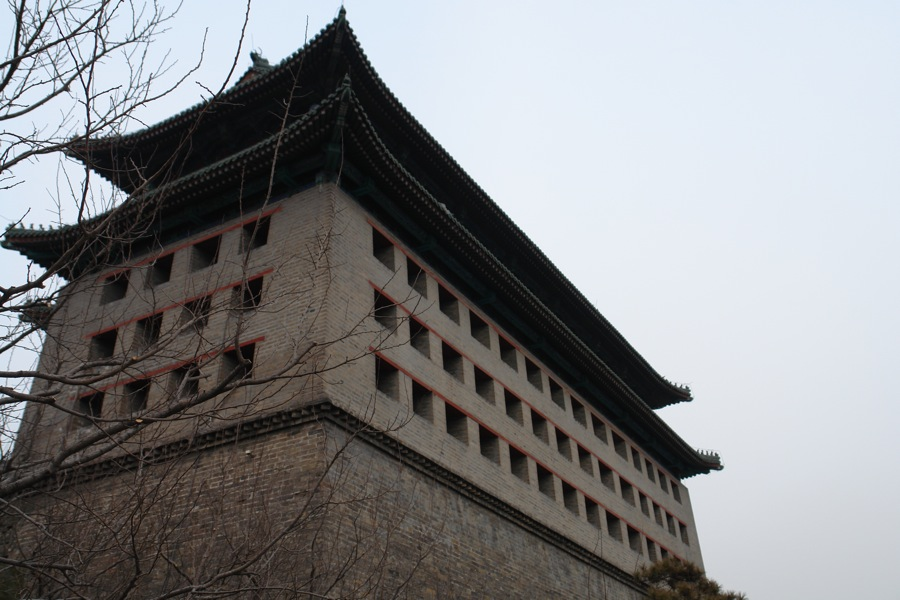
La Torre del Zorro en 2007.

Poco después de las 8 a. m. del día siguiente, dos conductores de rickshaw pasando junto a la Torre del Zorro a lo largo de las viejas murallas de la ciudad notaron un grupo de perros salvajes interesados en un bulto que yacía en la zanja cerca de la pared, todo lo que quedaba del canal que anteriormente había corrido por allí. Un anciano lo vio también, y bajó para mirar más de cerca. Después de descubrir que se trataba del cuerpo gravemente golpeado y apuñalado de la que parecía una joven europea, corrió a la cabina de policía más cercana, a 400 m, para dar parte.
Los tres vigilaron la escena, manteniendo a los perros lejos, y cubriendo el cuerpo con una estera de bambú para desalentar a los transeúntes curiosos que se iban congregando hasta que llegaron los detectives. El coronel Han Shih-chung de la policía de Pekín supervisó la investigación. Al principio supuso que la difunta era una rusa blanca que, abrumada por la desesperación y/o sin opciones, se había suicidado; el hecho de que la noche anterior había sido la Navidad en el calendario ortodoxo ruso le aportaba credibilidad. Pero las heridas parecían demasiado extensas como para ser provocadas por un suicidio. Consciente de que el posible asesinato de una mujer extranjera rica justo fuera del barrio de las Delegaciones podría ser de interés para las autoridades extranjeras allí, incluso aunque los chinos tuvieran la jurisdicción, Han llamó a W.P. Thomas, el comisario de policía del barrio de las Delegaciones, a la escena.
La incertidumbre sobre la identidad de la mujer terminó cuando E.T.C. Werner se tropezó con la escena poco más tarde. Después de descansar y viendo que no había regresado, había buscado a su hija desde la primera luz de la mañana y dejó una nota denunciando su desaparición en la oficina de Thomas. Cuando vio el cuerpo, gritó "¡Pamela!" y se desmayó. Había reconocido la ropa y joyas; más tarde el condestable de la legación Extranjera que también conocía a Pamela confirmó la identificación. Al anochecer la escena del crimen había sido asegurada y procesada, y el cuerpo de Pamela enviado a la Peking Union Medical College para su autopsia.

## Investigación
Había muchas muertes que investigar en Pekín en aquel tiempo. Cada mañana varios cuerpos eran recogidos rutinariamente de las calles. La mayoría eran suicidios o causas naturales. Los homicidios eran más difíciles de resolver ya que podían haber sido producto de las diversas actividades criminales o peleas, o provocaciones japonesas, o (cada vez más) asesinatos políticos llevados a cabo por el Kuomintang de sus enemigos tanto internos como externos. El general Song también estaba ejecutando sumariamente a algunos de los traficantes de drogas que atrapaba, particularmente si no eran chinos o japoneses.
Tanto Han como Thomas sabían que la investigación de la muerte de Pamela Werner sería inusual. Si bien los chinos tenían la jurisdicción debido a donde su cuerpo había sido encontrado, era muy probable que sería necesario investigar su muerte interrogando a miembros de la comunidad extranjera, algunos de los cuales podrían disfrutar de inmunidad diplomática o al menos residir en el barrio de las Delegaciones donde la policía de Pekín no tenía autoridad. Ese aspecto de la investigación sería mejor conducido por agentes del orden que sí tuvieran jurisdicción.
Dada la posición social de Pamela, el caso probablemente atraería no sólo la atención de la prensa sino también el interés general. Los diplomáticos británicos probablemente no querrían ver el caso solucionado de una manera que afectara negativamente la imagen británica en China. Thomas propuso a Han que la policía de Pekín ejerciera su derecho a nombrar al funcionario que podría servir como enviado para la investigación, y sugirió que este fuera el inspector jefe detective Richard Dennis, un veterano de Scotland Yard que era jefe de policía en la concesión británica en Tianjin. No podía ser tan fácilmente presionado por el Servicio Diplomático pues no estaba bajo su autoridad. Han estuvo de acuerdo, y los dos trabajarían juntos para tratar de solucionar el caso, una cooperación binacional inusual para la época.
El cuerpo de Pamela, y donde fue encontrado, ya había proporcionado algunas pistas. Las caras joyas de platino que habían ayudado a confirmar la identidad del cadáver no habían sido llevadas, indicando que el robo no fue el motivo del crimen. El reloj de pulsera de Pamela se había detenido poco después de medianoche, sugiriendo que fue entonces cuando se produjo la muerte. No había sangre en la escena solo en la ropa, indicando que había sido asesinada en otro lugar y luego dejada allí. Cerca en el suelo estaba su tarjeta de afiliada de la pista de patinaje, salpicada de sangre; su bicicleta y patines nunca fueron encontrados.

### Informe de la autopsia
La autopsia indicó que Pamela había muerto de una hemorragia cerebral causada por varios golpes en la cabeza, posiblemente utilizando un trozo de madera o piedra lisa, lo suficientemente fuertes como para provocar una fractura craneal. Por la proximidad necesaria para causar aquellos golpes, y su contundencia, los patólogos que efectuaron la autopsia concluyeron que había sido asesinada por alguien que conocía.

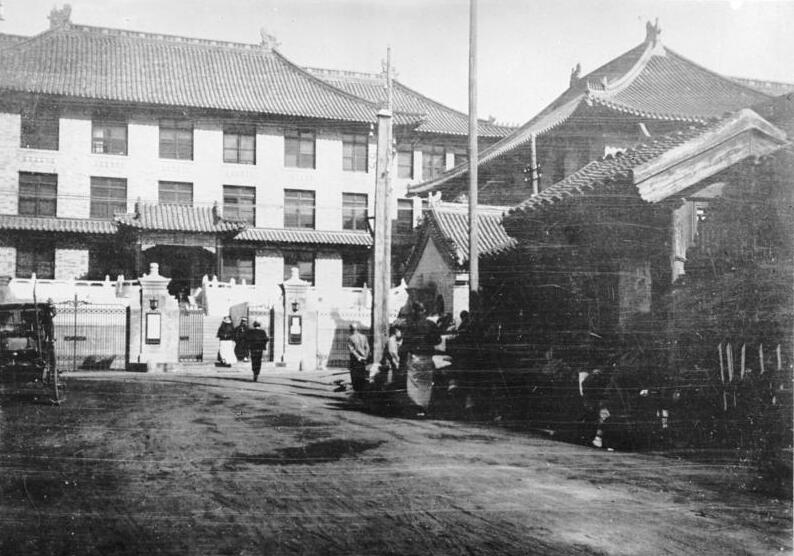
Peking Union Medical College, donde se efectuó la autopsia de Pamela, en 1924.

Una contusión similar en el brazo derecho se creía que fue infligida después de la muerte porque no había hemorragia alrededor. Igualmente, la poca cantidad de sangre liberada por las puñaladas y cuchilladas, también sugería que fueron post mortem. Habían sido causadas con un cuchillo, probablemente de dos filos aunque posiblemente no igual de afilados, de al menos 10 cm de largo.
En el torso, los músculos habían sido cortados limpiamente. A través de dos incisiones en el abdomen, la mayoría de los órganos internos de Pamela habían sido sacados y su sangre drenada. La habilidad requerida para hacer esto tan limpia y rápidamente sugería al patólogo que quienquiera que lo hubiera hecho tenía habilidad considerable, quizás un cirujano o anatomista. Los perros que habían mostrado interés en el cuerpo no podrían haber causado aquellas heridas. Su corazón también faltaba, con las costillas que lo rodean rotas desde dentro, una tarea que requiere una considerable cantidad de fuerza. También se había usado un cuchillo para apuñalar repetidamente su vagina, al punto que no se pudo determinar si Pamela había sido violada antes o después de muerta.
Uno de los pocos órganos internos que quedó era el estómago. Se encontró que contenía alguna comida china parcialmente digerida. Dado que no se sabía que hubiera comido otra cosa que el té, pan con mantequilla y pastel en la casa de su amiga, esto junto con la hora en que se detuvo su reloj sugería que había estado viva varias horas después de dejar la pista de hielo. El tiempo de muerte se situó entre las 10 p. m. y 2 a. m.
La falda de Pamela estaba desabrochada. Sus medias de seda habían sido rasgadas, y le faltaba la ropa interior. Sin embargo, su abrigo y bufanda estaban puestos, junto con los zapatos y algunos otros efectos personales. Esto también confirmaba que el asesinato había tenido lugar en otro lugar, y el cuerpo fue vestido después.
Se concluyó que el motivo del crimen había sido sexual, "no el trabajo de un sádico sexual normal", según un obstetra-ginecólogo que participó. Han y los doctores que realizaron la autopsia creían que la evisceración respondía a un intento de desmembrar el cadáver de Pamela para facilitar el deshacerse de él pero que el asesino se vio incapaz de completar la tarea o interrumpido y lo arrojó precipitadamente. El coronel Han se aseguró que la distribución del informe de la autopsia fuera limitada temiendo que si los detalles de la mutilación de Pamela se divulgaran ampliamente en la prensa podrían dificultar la resolución del caso. Guardaba la única copia en su escritorio.

### Entrevistas y sospechosos
Han sabía que, en la práctica, tenía 20 días para solucionar el caso, después de lo cual sin novedades sustanciales sus superiores y la prensa perderían interés en él y otros delitos probablemente reclamarían su atención. Dennis llegó a Pekín en tren, precedido por dos de sus subordinados que también trabajarían con él unos cuantos días. Los dos empezaron sus investigaciones de inmediato. Llegaron muchas pistas, la mayoría falsas. Uno, un conductor de rickshaw que había sido visto lavando un cojín de asiento ensangrentado cerca de donde el cuerpo de Pamela fue encontrado, resultó estar limpiando el desorden de una pelea entre dos ocupantes, un marine estadounidense y un ruso.
Los dos entrevistaron a las amigas de Pamela que la habían visto por última vez; sus historias se corroboraron entre sí. El propio E.T.C. Werner, aunque afligido, les contó sobre su última tarde y la noche buscando a su hija por la ciudad al ver que no regresaba. Algunos otros en la comunidad extranjera, incluyendo muchos de los diplomáticos británicos con los que se había enfrentado durante su carrera, parecían pensar que él podría ser el responsable. Admitió a los agentes que se había enfrentado a un hombre chino joven fuera de casa a quien acusó de estar demasiado interesado en Pamela, rompiendo la nariz del hombre con su bastón, un movimiento que calificó como una reacción exagerada. El anciano Werner le dijo a Dennis que iba a enviar a Pamela a Gran Bretaña para continuar sus estudios, debido a un incidente sin especificar en la escuela de Tianjin, un hecho que le sorprendió que el detective no conociera.
Al volver sobre los pasos de Pamela la tarde y noche del 7 enero, los detectives descubrieron una nueva información. Entre las 3 y 4 p. m., había ido junto al conserje en el hotel Wagons Lits y le había preguntado por el alquiler de una habitación, yendo tan lejos como para consultar el folleto del hotel. No se sabe por qué lo hizo— podría estar preparando la visita de un chico de su clase en la Tientsin Grammar por quien había expresado interés, o preparándose para dejar la casa de su padre a medio plazo.
A pesar de que Han no confirmó ninguna información sobre la extensión de las mutilaciones en el cuerpo de Pamela en su primera rueda de prensa sobre la investigación, o la participación de Dennis, admitió que la policía no tenía pistas sólidas en aquel momento, dos días después. La especulación llenó el vacío informativo sobre el brutal crimen. La Torre del Zorro tenía una antigua fama de estar encantada por espíritus malignos, y algunas teorías se basarían en esa explicación para el asesinato.
Algunos de los expatriados sugirieron que el propio Werner podría haber matado a su hija en un acceso de rabia. Aunque sus ataques de mal genio eran bien conocidos, y de hecho habían afectado negativamente su carrera diplomática, Dennis concluyó que era inocente. Helen Foster Snow, una de las vecinas de los Werner, dijo al detective que era posible que los sicarios del Kuomintang hubieran confundido a Pamela con ella, ya que las dos se parecían físicamente. Sabía que el gobierno de Chiang Kai-shek no estaba contento con las cosas que ella y su marido Edgar habían dicho sobre ellos, especialmente en contraste con su retrato comprensivo de los comunistas.
Dennis consideró que la teoría era verosímil debido al fuerte parecido entre Snow y Pamela Werner— en la oscuridad podrían ser fácilmente confundidas. Pero los asesinatos políticos llevados a cabo por Dai Li y su Sociedad de Camisas Azules y su contraparte más de élite, la Agencia de Estadística Militar, eran mucho más ordenados. A sus objetivos normalmente se les disparaba una sola vez en la cabeza y luego arrojados en algún lugar, no extensamente mutilados después de la muerte.
Han ordenó a la policía que inspeccionara las áreas por las que Pamela podría haber viajado, particularmente el área conocida como Badlands (Malas tierras) justo fuera del barrio de las Delegaciones, un barrio de hutongs donde se ubicaban los bares y burdeles que servían y empleaban a muchos de los emigrados y refugiados en la ciudad. Dado que el cuerpo de Pamela debía haber sido trasladado, posiblemente con un vehículo, ordenó a los agentes encontrar y revisar cada automóvil registrado en el área de Pekín, aunque esos registros eran poco fiables. Una semana después del crimen una casera rusa en las Badlands dijo a la policía que había encontrado una daga y un paño ensangrentados en posesión de un inquilino suyo.

### Sospechoso arrestado y liberado
El hombre, conocido por el nombre de Pinfold, fue detenido por los agentes de Han y retenido en el cuartel general en Morrison Street (hoy Wangfujing). Dennis no sólo asistió al interrogatorio sino que participó activamente, a pesar de las órdenes que le dieron en secreto de limitar su papel en la investigación al barrio de las Delegaciones. Pinfold, más tarde identificado por diplomáticos canadienses en la ciudad como un desertor del Ejército Canadiense que había huido primero a los EE. UU., donde había adquirido antecedentes penales, y después a China, donde trabajó como guardaespaldas de uno de los señores de la guerra varios años, antes de caer en trabajos mal pagados, se negó a hablar.
A pesar de ser retenido toda la noche, Pinfold no dijo nada. Fumaba mucho y se movía nerviosamente, sugiriendo que estaba entrando en las primeras etapas de la abstinencia al opio, cuya adicción estaba generalizada entre la población extranjera menos acomodada de la ciudad en la época. Un agente le reconoció como un hombre que había visto demorarse un poco más que los otros transeúntes cuando pasó por la escena del crimen, lo que aumentó el interés de los detectives. Entre sus efectos personales encontraron una tarjeta de presentación de un establecimiento en 27 Chuanban Hutong, un bar regentado por un emigrado ruso que, como muchos otros negocios en Pekín en la época, también funcionaba como burdel. Los funcionarios canadienses indicaron que le habían visto a menudo en el 28 Chuanban Hutong, al lado.
La dirección estaba en medio de las Badlands, un barrio donde la mayoría de los refugiados se había asentado, repleto de edificios levantados precipitadamente y actividad en ambos lados de la ley. Pamela normalmente evitaba el área por la noche, según sus amigos, pero era posible que, en su prisa por llegar a casa para cenar, pudiera haber cogido la ruta más directa, la cual la habría llevado derecha a los n.º 27 y 28. Han hizo que un equipo de agentes hiciera una redada en el 28, mientras él y Dennis escogieron la ruta más discreta de visitar ellos mismos el 27.
La redada recibió cobertura de prensa pero no produjo nuevas pistas— a los clientes a los que se les mostró una foto de Pamela no la recordaron allí en la noche del 7 de enero, que había estado abarrotada a causa de las vacaciones. Sin embargo, en 27 Chuanban, el gerente, un exmarine estadounidense llamado Joseph Knauf, conocía a Pinfold y dijo que trabajaba como portero en el bar de al lado. También dijo a los detectives que Pinfold había estado presente en reuniones nudistas de fin de semana en un cottage (casita de campo) en los cerros occidentales de la ciudad, donde los participantes también cazaban en el bosque circundante, aunque esto cada vez era más difícil a causa de la creciente presencia japonesa.
Armados con aquella información, Han y Dennis volvieron a entrevistar a Pinfold, tras lo cual Dennis le informó que sabían sobre las reuniones nudistas. La reticencia de Pinfold se evaporó, y admitió que había estado en esos eventos pero solo como guardia de seguridad, a veces reclutando mujeres para bailar desnudas ante los asistentes. Afirmó no conocer a Pamela. Rechazó decir de dónde procedía la sangre en su daga y ropa.

### Los fines de semana nudistas
Al llegar a este punto Dennis de repente recordó que tenía una reunión en Tianjin con el cónsul británico allí. En ella se le informó del motivo por el que Werner había retirado abruptamente a su hija de la Tientsin Grammar; Pamela había alegado que el director, Sydney Yeates, quién también supervisaba la casa donde se hospedaba mientras la escuela estaba en horas lectivas, le había hecho proposiciones deshonestas. Yeates había aceptado dejar su puesto y regresar a Inglaterra al final del año escolar; a raíz del asesinato, para el que Yeates tenía coartada, esa partida se había adelantado a la semana siguiente. Se le dijo a Dennis que se asegurara que la investigación del asesinato no resultara en ninguna revelación pública de este potencial escándalo, ya que sería perjudicial para el prestigio británico y su posición en China en este momento tan difícil.
Werner también causó problemas con las autoridades británicas en Pekín. Ofrecieron una recompensa de mil dólares chinos, aproximadamente diez veces más de lo que la familia china promedio ganaba al año en la época, por información que ayudara a resolver el caso. Werner se quejó, en vano, de que el volante de recompensa tendría que ser imprimido en chino así como inglés, y el dinero debería estar disponible en una cuenta de banco de modo que el informante exitoso lo podría reclamar anónimamente. Dado que muchos chinos desconfiaban de las autoridades gubernamentales, tanto propias como extranjeras, creía que esto facilitaría las cosas al informante local.
De vuelta en Pekín, Dennis se enteró por Han que Pinfold tendría que ser liberado. Los patólogos habían descubierto que la sangre en su cuchillo y ropa era de animal, no humana, y no podía continuar retenido sin pruebas. Un segundo par de llaves en su posesión habían sido encontradas para abrir una segunda residencia en el barrio de las Delegaciones, significando que las autoridades allí le tendrían que permitir afrontar cargos, y el cónsul británico, Nicholas Fitzmaurice, que también presidía por ley sobre la investigación forense, se negó a hacerlo porque no creía que hubiera evidencia suficiente para asegurar una condena (ni estaba ansioso de sentar un precedente que dejaría a los residentes del Barrio de las Delegaciones responder ante los tribunales chinos tan fácilmente). Después de su liberación su paradero se desconoce, aunque se cree que dejó Pekín.
Sin embargo, el arresto de Pinfold había proporcionado una nueva pista. Dennis y Han comenzaron a centrarse en los fines de semana nudistas. El canadiense había dicho que eran organizados por Wentworth Prentice, un dentista estadounidense cuyos pacientes eran mayoritariamente ricos expatriados y diplomáticos. Originalmente había llegado a China con su mujer e hijos después de graduarse de la escuela dental de Harvard en 1918, pero en 1932 ella había regresado a los EE. UU. con los niños. Su archivo en el consulado de EE. UU. sugirió que al menos una persona estaba preocupada para la seguridad de uno de los niños, pero no explicó por qué.
Dennis y el comisario de policía del barrio de las Delegaciones E.D. Howard fueron a entrevistar a Prentice en su piso en el barrio. Se ubicaba justo al lado de la pista de patinaje donde Pamela había sido vista por última vez. Cuando llegaron Prentice tenía las ventanas abiertas, porque, explicó, su casero había decidido repintar las paredes a pesar de ser invierno. Dijo que nunca había tratado a Pamela y que había estado en el cine cuando desapareció.
En el periódico en inglés del día siguiente, George Gorman, un reportero irlandés conocido por simpatizar fuertemente con los japoneses, criticó a la policía por incluso considerar a Prentice un sospechoso. Respondió por el carácter de Prentice, y sugirió que los asesinos reales eran chinos, no occidentales. Cuando Dennis habló con él se enteró de que Gorman también participaba en los fines de semana nudistas. La esposa de Gorman también le dijo que la noche del 6 de enero, Pamela había visitado su casa y tomado el té con ella y su hija.

### Conclusión
La investigación se volvió más complicada al llegar a este punto. Werner, descontento con el progreso o carencia del mismo del caso, celebró su propia rueda de prensa en los escalones de la Delegación británica. Lamentó la carencia de información sobre por qué Pinfold había sido liberado. Basándose en su considerable conocimiento de la cultura china, señaló que no había absolutamente ninguna tradición religiosa o popular china que implique la extracción de órganos, sugiriendo en cambio que contrariamente al rumor generalizado el asesino o los asesinos de su hija no eran chinos sino occidentales. A la recompensa existente añadió la oferta de 5000 dólares chinos de oro, la mayoría de sus ahorros de toda la vida, una cantidad que triplicaba lo que una familia china promedio de la época podría ganar en toda su vida.
Sus acciones molestaron a las autoridades lo suficiente como para que dijeran a Dennis y Han que no hablaran más con Werner, ya que estaba evidentemente trastornado por el dolor. Contrariamente a lo que había sugerido, los asesinos probablemente pudieron ser uno o más de los muchos hombres jóvenes chinos sexualmente frustrados que abundaban en Pekín en ese momento.
Dennis, que sufría de una dolencia respiratoria desde que había llegado a Pekín, fue informado por sus superiores en Tianjin que tenía que regresar allí pronto. Después de alguna negociación por su parte, estuvieron de acuerdo en que se podría quedar hasta el año Nuevo chino de aquel año, el 7 de febrero. Él y Han sabían que en la práctica se les estaba acabando el tiempo para solucionar el caso incluso antes de esa fecha. Intentaron en vano encontrar el lugar con la sangre de Pamela, pues saber dónde había sido asesinada era la única pista que les quedaba.
El 29 de enero se reanudó la investigación. Después de oír el testimonio de los amigos de Pamela y algunos de los detectives policiales, Fitzmaurice interrumpió el proceso para el almuerzo y luego anunció, a pesar de las protestas de los reporteros, que por la tarde escucharía a los doctores que habían efectuado la autopsia a puerta cerrada. Al final del día, pronunció su veredicto de que la muerte de Pamela era un homicidio ilegal, pero dejaba para una audiencia posterior sobre quién podría haber cometido el crimen.
A pesar de las precauciones de Fitzmaurice, los periódicos fueron capaces de obtener detalles del informe de la autopsia y los publicaron al día siguiente. Los detalles más amplios sobre la mutilación horrorizaron y escandalizaron a los lectores y atemorizaron aun más a la población extranjera. También hizo más improbable que la investigación fuera capaz de encontrar un sospechoso desde que los detalles del asesinato eran ahora ampliamente conocidos, y Han empezó a expresar sus dudas de que el asesino o los asesinos fueran alguna vez encontrados.
El Año Nuevo chino de 1937 fue ruidosamente celebrado en Pekín por chinos y extranjeros igualmente; muchos creían que esta podría ser la última fiesta para ellos y la ciudad. Después de que nada apareciera o arrojara luz sobre el asesinato de Pamela Werner, Dennis regresó a Tianjin para atender los asuntos urgentes allí, y Han pasó a otros casos también. Las provocaciones japonesas se estaban volviendo cada vez más audaces, con los tanques conducidos a través de la ciudad y los zeros sobrevolando a baja altitud como parte de lo que los generales japoneses todavía afirmaban eran maniobras militares de rutina, incluso cuando aumentaban constantemente su presencia en el exterior de Pekín.
A finales de junio Fitzmaurice concluyó oficialmente la investigación sobre la muerte de Pamela. Por entonces la noticia hacía mucho que había desaparecido de los periódicos; asistieron solo algunos reporteros independientes en la esperanza de conseguir una pequeña historia. Pamela Werner, dijo Fitzmaurice, había sido asesinada por persona o personas desconocidas, posiblemente chinas.
Después del anuncio, Fitzmaurice abordó un barco para regresar a Inglaterra para sus habituales vacaciones de verano. Dos semanas después, el Incidente del Puente de Marco Polo al sur de Pekín finalmente condujo a la guerra; los japoneses tomaron Pekín y Tianjin a finales de julio. Fitzmaurice se retiró en lugar de regresar.

## La investigación de Werner
E. T. C. Werner permaneció en Pekín a pesar de la ocupación, y continuó viviendo en su siheyuan incluso cuando muchos de los otros extranjeros de la ciudad se agruparon en el barrio de las Delegaciones, salvo los blancos rusos apátridas, por consejo de sus gobiernos que dijeron que no estarían seguros fuera de él. Con sus actividades de investigación restringidas por la ocupación, dedicó sus energías a persuadir al Ministerio de asuntos exteriores para que reabriera el caso. Complementó sus peticiones con información que había obtenido por su cuenta, utilizando sus aun considerables recursos financieros. Fueron muy útiles en una ciudad donde tanto la inflación como el paro habían aumentado drásticamente a raíz de la ocupación, y encontró muchas personas dispuestas a compartir información con él, incluidos algunos exoficiales de policía a quienes los japoneses habían forzado a abandonar el cuerpo considerándolos políticamente poco confiables.
Su investigación lo llevó cada vez más al burdel en 28 Chuanban; al parecer sus dueños lo habían cerrado al día siguiente del asesinato y abandonado Pekín rumbo a Tientsin o Shanghái. Asimismo, Pinfold, después de su arresto, había ido a Tianjin y pedido a un amigo ayuda para contratar un abogado; el canadiense también había preguntado si Prentice ya había sido arrestado. También tenía en su poder un recibo de Prentice para enderezar varios dientes traseros de Pamela aproximadamente cinco semanas antes del asesinato, una ortodoncia menor que los forenses no habrían notado como reciente, y tal vez ni notado. Esto contradecía la afirmación de Prentice a Dennis de que nunca había tratado a Pamela.
Los agentes de Werner finalmente lo llevaron al conductor de rickshaw que había estado detenido brevemente el día después de descubierto el cuerpo. Le contó a Werner una historia diferente de cómo la sangre manchó el cojín de su vehículo que lo dicho a Han y Dennis. Él también había visitado el 28 Chuanban tarde por la noche, donde había recogido a dos hombres y una mujer europea joven envuelta en una sábana blanca que parecía inconsciente o al menos con problemas para moverse. Era ella la que había dejado sangre en su cojín; El relato contado a Han sobre una pelea no relacionada era falso. Werner intentó con esa base persuadir a los diplomáticos británicos para reabrir el caso, incluso llevando al hombre con él en una visita, pero sentían que el conductor no era un testigo creíble.
Después de repetidas solicitudes, la policía devolvió la ropa y los efectos de Pamela a su padre. Vio que muchos de ellos no habían sido comprobados para buscar huellas dactilares ni correctamente preservados, dejándolos inútiles como prueba. Pero en el diario de Pamela descubrió que durante el verano de 1936 había ido de visita un fin de semana a los cerros occidentales con Gorman y su familia, donde aparentemente él le hizo una proposición indecente que ella rechazó. Esto le sugirió a Werner otra conexión con Prentice, y un motivo posible para el asesinato.
A lo largo de 1938 y 1939, Werner continuó sus investigaciones. Su repetidos esfuerzos por conseguir que los funcionarios británicos reabrieran el caso, que muchos de ellos vieron simplemente como un pretexto para atacarles personalmente por viejos rencores o lo que él percibía como sus fallos iniciales en la investigación, llevaron a tal tensión en sus relaciones con ellos que finalmente lo expulsaron del barrio de las Delegaciones. A pesar de ello, fue capaz de trabajar con algunas de las otras legaciones. El consulado estadounidense le proporcionó información sobre el pasado criminal de uno de los operadores anteriores del 28 Chuanban, y más tarde los japoneses, ansiosos de avergonzar a los británicos, consiguieron que algunos testigos hablaran con él. Pero después del incidente de Tianjin en el verano de 1939, en el que los japoneses bloquearon esa ciudad después de que Dennis se negara a entregar a dos asesinos chinos que habían buscado refugio de su probable ejecución en la concesión británica allí, incluso esa cooperación terminó.
Finalmente Werner teorizó que Prentice, Knauf y su asociados de los fines de semana nudistas habían atraído a Pamela al 28 Chuanban bajo el pretexto de celebrar la Navidad tomando una copa, para aprovecharse de ella. Cuando los rechazó, se desató una lucha, durante la que alguien la golpeó mortalmente en la cabeza, posiblemente con un fragmento de una silla que se había roto antes (Werner había logrado visitar el burdel mismo, y notó una silla de madera donde una pata rota había sido reemplazada por una pieza de metal). Después de su muerte, transportaron su cuerpo a la Torre del Zorro, porque estaba oscuro y sin patrullar, donde lo mutilaron con los cuchillos de caza que portaban regularmente, ya que empleados anteriores del 28 Chuanban le dijeron que ellos frecuentemente los mostraban, a veces acompañados de amenazas. Para cuando la policía llegó hasta ellos para interrogarlos, ya habían arreglado la ausencia de testigos clave y coordinado sus historias de lo que hicieron esa noche.
Werner finalmente fue obligado a dejar su casa y regresar al barrio de las Delegaciones a finales de 1941 después de que el ataque japonés a Pearl Harbor junto con otras bases británicas y estadounidenses alrededor del Pacífico asiático convirtieran la segunda guerra sino-japonesa en la Segunda Guerra Mundial entre Japón y aquellos países. Incluso así continuó sus esfuerzos, escribiendo largas solicitudes al Ministerio de asuntos exteriores, que no siempre fueron entregadas debido a las dificultades de la guerra. Un revisor desconocido de una de las cartas escribió en un memorando adjunto, fechado en 1943, que el caso merecía un examen más detenido que el mostrado hasta ese punto, pero parece que sin resultado.

## Consecuencias
En marzo de 1943 los japoneses sacaron a todos los residentes europeos restantes del barrio de las Delegaciones, incluyendo Prentice y Werner, y de otras partes de la ciudad. Después de ser llevados a la estación de tren ante los otros residentes que fueron obligados a contemplarlo, fueron subidos en un tren hasta el campo de internamiento Weihsien en Shandong, donde pasaron el resto de la guerra. Según otros supervivientes del campo, Werner a veces confrontaba a Prentice sobre el asesinato, aunque no era la única persona que el anciano acusaba.
El inicio de las hostilidades fue aun peor para Dennis. Dos semanas después del ataque a Pearl Harbor, los japoneses lo relevaron de sus funciones como jefe de policía en la concesión y le encarceló, junto con otros miembros de la fuerza policial, en aparente retribución por su postura contra ellos dos años antes. Después de meses de confinamiento solitario y tortura que culminaron con Dennis firmando una confesión en japonés de presuntos crímenes desconocidos, fue liberado por la intervención del cónsul suizo y regresó a Inglaterra, donde trabajó en trabajos de oficina en el Ejército Británico por el resto de la guerra. Después regresó a China y participó en los procesamientos por crímenes de guerra de algunos de los funcionarios que habían supervisado su encarcelamiento; regresó a Inglaterra y vivió allí hasta su muerte en 1977.
Sus superiores habían prohibido a Han hablar con Werner durante la investigación inicial, pero durante un encuentro casual con Werner en la calle en 1938, se disculpó con él por no haber podido resolver el caso. Al año siguiente, los japoneses lo expulsaron de la policía por lo que consideraron un celo insuficiente en investigar el intento de asesinato de Wang Kemin, al que habían instalado como presidente de su estado títere. Después de esto, su destino es desconocido.
Tras la liberación de Weihsien al final de la guerra en 1945, Werner regresó a su casa en Pekín. Allí volvió a presionar a los funcionarios británicos sobre el caso. El índice de registros del Ministerio de asuntos exteriores en los Archivos Nacionales muestra una comunicación en 1945 que plantea el tema de reabrir el caso, con la posibilidad de alguna conexión con los japoneses, pero el documento en sí ha sido borrado por lo que se desconoce su contenido. Más allá de eso parece que las apelaciones de Werner no tuvieron éxito.
Werner permaneció en Pekín hasta el final de la guerra civil china y el establecimiento de la República Popular bajo Mao en 1949. Dos años más tarde, finalmente regresó a Inglaterra, donde falleció en 1954. Pamela y su madre fueron enterradas en el cementerio inglés, que posteriormente quedó debajo del asfalto de la segunda carretera de circunvalación del Pekín moderno.

## Midnigth in Peking
El extenso obituario de E. T. C. Werner en The Times menciona el asesinato de Pamela de pasada, en un breve párrafo sobre su familia. Esa sería la última vez que el crimen fuera mencionado en cualquier fuente publicada prominente en lo que quedaba del siglo XX.
En los años 2000, el escritor británico y asesor empresarial Paul French, que se había mudado a China por su trabajo después de estudiar chino en la Universidad de Londres, se encontró con una nota a pie de página en una biografía de Helen Foster Snow que hablaba brevemente de sus temores tras el asesinato de Pamela de que ella hubiera sido la víctima pretendida, así como algunos de los otros rumores que barrieron el Pekín extranjero en aquel tiempo. A la mañana siguiente se levantó queriendo saber más sobre el caso, y finalmente sintió la responsabilidad de contar la historia de alguna forma.
Durante una investigación posterior en los Archivos Nacionales en Kew, la lluvia afuera lo llevó a extender su visita. Miró en una caja de los años 1940 con registros de la embajada británica en China, preguntándose si habría algo sobre el asesinato de Pamela Werner. Había mucho, incluyendo una carta de 150 páginas de su padre que documenta sus esfuerzos privados sobre el caso, una carta cuyas conclusiones, que implicaban a Prentice y al círculo de amigos de reuniones nudistas, French aceptó como la resolución más probable.
Midnigth in Peking, el relato de French sobre el caso, fue publicado a finales de 2011 y se convirtió en un éxito de ventas en muchos de los países en que fue publicado durante los siguientes dos años. Ganó el Premio Edgar 2013 al mejor escrito sobre crímenes y el premio Dagger de no ficción el mismo año. Durante un tiempo después de la publicación French dirigió visitas a pie por el distrito Dongcheng del moderno Pekín donde se había llevado a cabo la investigación original. Kudos Television compró los derechos para adaptar la historia a una serie de televisión poco después de la publicación del libro.

### Crítica
Un grupo de personas, incluyendo dos descendientes de personas que desempeñaron un papel destacado en el libro de French, crearon una página web que arrojaba dudas sobre las conclusiones de Werner y French, en respuesta al éxito de su libro. Publicaron fotografías de muchos de los documentos originales mencionados en el libro, principalmente artículos periodísticos contemporáneos, extractos de libros y las comunicaciones archivadas de los diplomáticos británicos hablando del caso.

#### La fiabilidad de Werner
Principalmente argumentan que Werner tenía problemas de credibilidad. El relato de French de la carrera diplomática de Werner generalmente minimiza la extensión de sus dificultades para llevarse bien con sus colegas debido a su mal carácter que provocaba una "serie constante de fricciones", tal como John Jordan, entonces embajador británico, escribió en 1913. Y específicamente, French no menciona un incidente ese año en que Werner golpeó a un funcionario de aduanas con un látigo mientras era cónsul británico en Fuzhou, un incidente que llevó al Ministerio de asuntos exteriores a invocar el acta de 1887 y retirarlo por la fuerza, una de las dos únicas ocasiones en que lo hizo en China durante la época del tratado portuario.
En su respuesta a declaraciones de testigos del incidente los autores de la página reproducen una carta a Sir Edward Grey el Secretario de Exteriores en la que Werner se negó a aceptar la culpa del incidente y en cambio se centró en las injusticias que él percibía le habían hecho Jordan y otros, un patrón que dicen también aparece reflejado en su manejo de la investigación del asesinato de su hija. Asimismo, Werner en sus memorias de 1928 Hojas de Otoño presenta el incidente falseado, de una manera mucho más favorable para sí mismo, dicen.
Los autores de la página dicen que la dudosa credibilidad de Werner debe tenerse en cuenta al considerar sus reclamaciones en las largas cartas enviadas al Ministerio de asuntos exteriores en que French confía fuertemente para Midnigth in Peking, afirmaciones que serían difíciles de corroborar y dependientes de fuentes poco confiables o muertas, en muchos casos posiblemente manchadas por el dinero que Werner ofrecía a cambio de información. Muchas de las aserciones de Werner sobre Prentice y otros sospechosos no son mencionadas en ningún otro relato de la investigación, ni en la correspondencia del Ministerio de asuntos exteriores ni en artículos periodísticos. Dos de las principales reclamaciones de Werner contra Prentice son de hecho refutadas por pruebas documentales: registros periodísticos muestran que había una sesión de cine tardía a la que el dentista podría haber asistido la noche del asesinato de Pamela, y el recibo por el trabajo dental de Pamela en realidad está datado seis años antes de lo que Werner afirmó.
French es criticado por sus fuentes. En una entrevista en Asia Times, señalan los autores, dio a entender que se había basado en los informes policiales y de la autopsia pero nunca los citó en sus propias notas al pie para el libro. Cuestionan si French realmente los vio, ya que los archiveros en el Rockefeller Archive Center, que mantiene todos los registros anteriores a la guerra desde su fundación con el dinero de esa familia, no ha encontrado ningún informe de una autopsia efectuada después de 1933. La mayor parte del relato reconstruido de French se basa enteramente en las cartas de Werner. Igualmente, los registros policiales de esa época no sobrevivieron a los años de guerra.
El propio Werner, anotan los autores del sitio, no siempre se ciñó estrictamente a su teoría de que Prentice y el círculo nudista eran los responsables. Justo antes de que comenzara la guerra con los japoneses en diciembre de 1941, escribió al embajador Sir Archibald Clark Kerr que, en vez de Prentice, ahora sospechaba del estudiante chino cuya nariz había roto después de acusarle de buscar una relación con Pamela. French también citó un relato del asesinato y la investigación escrita por Fulton Oursler, bajo su seudónimo de "Anthony Abbot", antologizado en su volumen de 1948 These Are Strange Tales, originalmente escrito para la revista True Police Cases basado enteramente en lo que Oursler aprendió mientras hablaba con reporteros en una bar de Shanghái durante una visita allí y luego revisaba artículos periodísticos al respecto en su hotel, sin acercarse nunca a Pekín. No solo es la fuente aparente para la representación de French de las últimas palabras de Pamela antes de dejar la pista de patinaje, mucho más fantasiosa de lo que sus amigas recordaron que dijo, sino que también expone la teoría de Abbot de que el asesinato fue posiblemente cometido por un visitante estadounidense que de modo parecido había violado, asesinado y destripado jóvenes vírgenes en su casa, una teoría que French nunca menciona como alternativa a la de Werner.

#### Implicación japonesa y otras teorías
Los autores además señalan que, además de la idea de que Pamela había sido confundida con Helen Foster Snow, French tampoco menciona otras teorías barajadas. El propio Werner señaló que Dennis estaba convencido de que el asesino era un antiguo conocido de Pamela de la escuela. La propia Snow escribió sobre algunas prácticas chinas antiguas relacionadas con la extracción e ingestión de órganos humanos para propósitos medicinales. La mutilación del cuerpo también sugiere la posibilidad de un asesino en serie, una posibilidad que no puede ser explorada ya que los registros de delitos contra residentes chinos de Pekín en aquel tiempo faltan, si es que se han conservado.
Hay también alguna prueba, según los autores del sitio, sugiriendo que Pamela fue asesinada por los japoneses, presuntamente como venganza contra Fitzmaurice por su negativa a procesar el incidente Sasaki, en el que dos guardias de la delegación británica presuntamente habían matado a dos agentes japoneses el verano anterior. El cónsul se había negado a presentar cargos por falta de pruebas. Los funcionarios británicos informaron a Londres que los japoneses ni siquiera les mostraron ningún cuerpo, y los fragmentos de uniformes ofrecidos como prueba de la implicación británica eran más compatibles con aquellos usados por Marines de los EE.UU. que cualquier personal militar británico.
En 1938, Sir Edmund Backhouse, otro sinólogo británico de la época, le dijo al cónsul de Pekín, Allan Archer, que sus contactos entre los japoneses le habían dicho abiertamente que el asesinato había sido cometido por dos de sus compatriotas en venganza por Sasaki. Archer quedó lo bastante impresionado como para escribir a Sir Robert George Howe en Shanghái al respecto, diciendo que pensaba que esto era finalmente la verdad y rechazando las teorías de Werner sobre Prentice y Pinfold, la única vez en que estas teorías son mencionadas en la correspondencia oficial británica sobre el asesinato de Pamela aparte las cartas de Werner. Sin embargo, Backhouse, cuyo importante trabajo académico fue expuesto como fraudulento años después de su muerte, parece que estaba tratando de congraciarse con las autoridades británicas con la esperanza de convertirse en fuente de inteligencia valiosa para ellos, ya que hay muchas inverosimilitudes en la forma en que él afirma haber obtenido esta información.
Sin embargo, Backhouse no estaba solo en su creencia de que Pamela había sido asesinada por los japoneses como venganza. Otros dos diplomáticos británicos en Pekín en ese momento le dijeron al historiador P.D. Coates varias décadas más tarde que se especuló entre ellos que los japoneses, incapaces de conseguir a la esposa de Fitzmaurice ya que raramente abandonaba el fuertemente custodiado barrio de las Delegaciones, se conformaron con matar a Pamela ya que era hija de un antiguo cónsul británico y estaba menos segura. "Como sabrá", le dijo a Coates uno de los exdiplomáticos, a modo de explicación para la mutilación, "hay tradiciones de este tipo de cosas en el Bushido", el antiguo código guerrero japonés.
La teoría de la implicación japonesa parece haber persistido dentro de los círculos diplomáticos británicos hasta el final de la guerra. En 1945, un funcionario desconocido de la oficina consular escribió un memorando sobre la reapertura del caso. El índice de documentos del Ministerio de asuntos exteriores de aquel año en Kew lo resume con el título "Asesinato [de Pamela Werner] por japoneses en 1937". Sin embargo, el documento real fue borrado hace años y su contenido no se conoce ni se menciona en ningún otro papeleo de la época.

## A Death in Peking
En 2018 un segundo libro fue publicado sobre el asesinato: A Death in Peking: Who Really Killed Pamela Werner?, por el oficial de policía retirado británico Graeme Sheppard (publicado por Earnshaw Books) y cuya esposa era nieta del cónsul Nicholas Fitzmaurice. Además de examinar los casos contra Prentice, Knauf, Cappuzzo, Gorman, y revelando la identidad completa y origen de Pinfold, este nuevo relato presenta sospechosos y pistas previamente no examinados, como el diplomático británico David John Cowan, que murió en octubre de 1937. También presenta la teoría del asesinato revelada por Sir Edmund Backhouse de que Pamela fue supuestamente asesinada por un grupo de militares japoneses en un acto de venganza política por el asesinato de un agente japonés por soldados británicos en 1936. A Death in Peking concluye que Han Shou-ch'ing, el estudiante chino, amigo de Pamela y del que también habían sospechado Dennis y el mismo Werner, era el más probable agresor.